# François Molins
François Molins (Banyuls dels Aspres, 29 d'agost de 1953) és un magistrat francès, procurador de la República prop del Tribunal de Gran Instància de París des de 2011. Es va donar a conèixer al gran públic durant l'onada d'atacs terroristes islamistes que afecten a França des del 2012.

## Biografia i carrera
François Molins va néixer i es va criar a Banyuls dels Aspres al Rosselló. Es va graduar en dret i va passar a l'Escola Nacional de la Magistratura el 1976 on va acabar els seus estudis el gener de 1979.
Ha dedicat la major part de la seva carrera al ministeri públic francès
- Suplent del fiscal de la República de Carcassonne (1979-1986);
- Procurador general de la República de França de Montbrison (1986-1988);
- Procurador de la República de Villefranche-sur-Saône (1988-1991);
- Substitut del procurador general prop del Tribunal d'Apel·lació de Bastia (1991[3]-1993)
- Fiscal general adjunt al Tribunal d'Apel·lació de Lió (1993-1996);
- Primer Procurador Adjunt de la República davant el Tribunal Superior de Lió (1996[4]-2000)
- Procurador de la República davant el Tribunal de Gran Instància d'Angers (2000[5]-2001)
- Cap de servei a la Direcció d'Afers Penals i d'Indults del ministeri (2001[6]-2004)
- Procurador de la República prop del Tribunal de Gran Instància de Bobigny (2004[7]-2009)
- Director de gabinet de la ministra de Justícia Michèle Alliot-Marie[8] i de Michel Mercier[9] (2009-2011).

En novembre de 2011 fou nomenat advocat general del Tribunal de Cassació per a exercir les funcions de Procurador de la República prop del Tribunal de Gran Instància de París.
Els sindicats de magistrats van jutjar poc saludable que un director de gabinet del Ministeri de Justícia esdevenigués Procurador de París, primer tribunal de França, amb l'argument que les seves decisions estan viciades de sospita (risc de conflicte d'interessos). Aquesta discussió s'esmentà breument en el debat televisat de la segona volta de les eleccions presidencials franceses de 2012. Fa alguns anys hi havia hagut nombrosos precedents, com Jean-François Burgelin, Laurent Le Mesle, Yves Bot i Vincent Lamanda, tots ells havien format part de gabinets ministerials abans d'ocupar càrrecs importants a la judicatura.

## Procurador de la República de París
El seu nomenament va estar un moment sospitós de parcialitat per l'esquerra. Va obrir una investigació sobre el ministre socialista Jerome Cahuzac, però també ha mostrat determinació per avançar en les investigacions sobre el finançament de la campanya presidencial de Nicolas Sarkozy sobre l'afer Bygmalion, que el que li permet obtenir el reconeixement per la seva professionalitat. En 2013, sota la presidència de François Hollande, es va desprendre alguns afers, ara confiats al nou fiscal financer nacional.
El Tribunal de Gran Instància de París té jurisdicció nacional sobre els casos de terrorisme. Francois Molins va ser responsable d'investigar els atacs més importantsa França: en particular, al març de 2012 els homicidis perpetrats per Mohammed Merah a Tolosa i Montalban, l'atemptat contra Charlie Hebdo, els atemptats de París del 13 i 14 de novembre de 2015, l'atemptat de Niça de 2016, l'atemptat a l'Església de Sant-Étienne-du-Rouvray de 2016 i l'atac als Camps Elisis de París de 2017. Descrit per la premsa com "super-proc" i el seu ex col·legues "gran procurador" o "gran professional", apareix com una de les figures més reconegudes en el poder judicial francès. També és responsable de la investigació dels intents d'atemptats prevists per l'1 de desembre de 2016 per la cèl·lula terrorista d'Estrasburg i Marsella.
En setembre de 2016 va considerar que la idea llançada per alguns polítics per detenir persones fitxats "S" pels serveis d'intel·ligència no és una opció acceptable
| « | No pot haver detenció preventiva fora de procediments penals. Aquest és el fonament de l'estat de dret. No es pot detenir ningú abans de cometre un delicte. | » |

També s'oposa al projecte al setembre de 2016 01:00 fiscalia nacional antiterrorista assenyalant
| « | el fet que la secció antiterrorista estigui situada a la fiscalia de París li dona una força, una extraordinària posada en comú, perquè que ens permet tractar amb el que em permeto que qualificar de "cop em calent" quan hi ha un atac terrorista. | » |

, abans de declarar-se favorable a finals de 2017.

## Condecoracions
- Oficial de la Legió d'Honor (Decret del 17 d'abril de 2003)[21]
- Comanador de l'Orde Nacional del Mèrit (Decret del 19 de maig de 2018)[22]
- Creu de primera classe de l'Orde de Sant Ramon de Penyafort (10 de juny de 2015)[23]

## Obra
- Le secours en montagne : présentation et aspects juridiques, Bordeaux, Association d'études et de recherches de l'École nationale de la magistrature, coll. « Les documents pratiques de l'ENM », 1997, 43 p. ISBN 2-904825-94-0[24]